# Dolomedes raptoroides
Dolomedes raptoroides là một loài nhện trong họ Pisauridae.
Loài này thuộc chi Dolomedes. Dolomedes raptoroides được miêu tả năm 2004 bởi Zhang, Zhu & Da-xiang Song.